# Eric Smith
Pour les articles homonymes, voir Eric Smith (football) et Smith.
Eric John Smith, né le 5 août 1919 à Brunswick près de Melbourne et mort le 20 février 2017 à Sydney en Australie, est un peintre australien. Il a remporté le prix Archibald à trois reprises.